# Yuxi, Fujian
Yuxi (kinesiska: 渔溪) är en köping i sydöstra Kina. Den ligger i Fuqing i staden Fuzhou i provinsen Fujian, omkring 53 kilometer söder om provinshuvudstaden Fuzhou. Antalet invånare är 50 667. Befolkningen består av 24 931 kvinnor och 25 736 män. Barn under 15 år utgör 17,0 %, vuxna 15-64 år 73 %, och äldre över 65 år 8,0 %.